# Krzysztof Błażejczyk
Krzysztof Janusz Błażejczyk (ur. 11 października 1962 w Będzinie) – polski dziennikarz i polityk, poseł na Sejm I kadencji.

## Życiorys
Ukończył I Liceum Ogólnokształcące im. Mikołaja Kopernika w Będzinie (1981). Na początku lat 80. związał się z NSZZ „Solidarność”, był redaktorem technicznym biuletynu „Wolność” wydawanego przez zarząd Regionu Śląsko-Dąbrowskiego związku. Za prowadzoną działalność opozycyjną był zatrzymywany, karany grzywnami przez kolegia do spraw wykroczeń, a w 1982 skazany na dwa miesiące aresztu.
Studiował na Wydziale Nauk Społecznych Uniwersytetu Śląskiego w Katowicach. Zajmował się kolportażem wydawnictw drugiego obiegu. Został skreślony z listy studentów z przyczyn politycznych. Kształcił się następnie na Uniwersytecie Jagiellońskim. Współpracował z Niezależnym Zrzeszeniem Studentów. Zawodowo zajął się dziennikarstwem.
W 1991 uzyskał mandat posła na Sejm I kadencji. Został wybrany w okręgu jeleniogórsko-legnickim z listy Konfederacji Polski Niepodległej. Zasiadał w Komisji Kultury i Środków Przekazu oraz w Komisji Przekształceń Własnościowych. Bez powodzenia ubiegał się o reelekcję z krakowskiej listy KPN w wyborach w 1993.

## Odznaczenia
W 2024 został odznaczony Krzyżem Wolności i Solidarności oraz Krzyżem Oficerskim Orderu Odrodzenia Polski.